# Man-E-Faces
Man-E-Faces, izmišljeni lik iz popularne Mattelove franšize Gospodari svemira. Bio je nekoć običan Eternijanac i ulični glumac i zabavljač, a kasnije je doživio preobražaj koji mu je ostavio tri različita lica koja može mijenjati po volji. Postao je glumac na kraljevskom dvoru Eternosa i član Herojskih ratnika.

## Povijest lika
Bio je vrstan glumac imenom Perkaedo te je davao predstave na gradskim trgovima, a dobio je priliku i odraditi predstavu na kraljevskom dvoru pred kraljem Randorom, kraljicom Marlenom i princom Adamom. U jednom trenutku mu je Skeletor podvalio piće koje ga je pretvorilo u užasno čudovište koje je počelo napadati sve oko sebe. Čarobnica mu je pokušala pomoći tako što ga je preobrazila natrag u čovjeka, ali Skeletor ga je ponovno pretvorio u čudovište. U sukobu između Čarobnice i Skeletora oko Perkaeda, glumac se je stalno pretvarao u čudovište i natrag u čovjeka pa opet sve ispočetka, dok u jednom trenutku nije došlo do preopterećenja te je stvorena treća osobnost, ona robotska koja nije ni dobra ni zla. Poražen u svom naumu, Skeletor je pobjegao, a Perkaedu su ostale sve tri osobnosti koje je mogao mijenjati po volji. Od tog trenutka on postoje Man-E-Faces i zaklinje se na pomoć Herojskim ratnicima do trenutka kad se obračuna sa Skeletorom i skine svoje prokletstvo.

## Originalni mini stripoviGospodari svemira
Prvi put se pojavio u mini stripu "Kušnja Man-E-Facesa" (The Ordeal of Man-E-Faces, 1982.), autora Garyja Cohna. Tu se pojavljuje kao glumac Perkaedo kojeg otruje Skeletor i pretvori u čudovište. Intervencijom Čarobnice, Prekaedo se preobražava natrag u čovjeka, ali Skeletor ga konstantno vraća u obličje čudovište, a Čarobnica natrag u čovjeka. To izazove reakciju i Perkaedo stvara treću osobnost, onu robotsku te postaje poznat kao Man-E-Faces.

## Televizijska adaptacija lika

### He-Man i Gospodari svemira (1983. - 1985.)
U originalnoj Filmationovoj animiranoj seriji Man-E-Faces je jednostavno prikazan kao glumac koji koristi svoja tri obličja u svrhu glume, dok je cijela priča o prokletstvu odbačena kako bi se sadržaj prilagodio dječjem uzrastu. Prikazan je ispočetka kao zlikovac koji je plašio druge svojom pojavom, a bio je otpadnik od društva. Jednom prilikom uhvatio ga je Skeletor, a Beast Man je stavio pod kontrolu Man-E-Facesovu čudovišnu osobnost i natjerao ga da napadne dvorac Siva Lubanja. Međutim, He-Man je shvatio da Man-E-Faces nije zao, nego je pod čarolijom Beast Mana te ga je Čarobnica oslobodila zlog utjecaja. Oslobođen, pristao je uz Herojske ratnike i obračunao se sa Zlim ratnicima. Od toga trenutka postao je dvorjanik i glumac na kraljevskom dvoru, povremeno viđen u društvu s drugim dvorjanikom, malim čarobnjakom Orkom.

## Vanjske poveznice
- Man-E-Faces - he-man.fandom.com (engl.)
- Man-E-Faces (Netflix) - he-man. fandom.com (engl.)